# Liga de Bulgaria de hockey sobre hielo
La Liga de Bulgaria de Hockey (en búlgaro: Българска Хокейна Лига, Bŭlgarska Khokeĭna Lig) o Campeonato estatal de hockey sobre hielo (en búlgaro: Държавно първенство по хокей на лед, Dŭrzhavno pŭrvenstvo po khokeĭ na led) es la primera división del hockey sobre hielo profesional de Bulgaria.

## Equipos
La temporada 2012 la Liga búlgara de hockey sobre hielo la componían los equipos:
- HK CSKA Sofia
- HK Levski Sofia
- HK Slavia Sofia
- HK NSA Sofia

## Campeones
| - 1952 Cherveno Zname Sofia - 1953 HK Udarnik Sofia - 1954 HK Udarnik Sofia - 1955 HK Torpedo Sofia - 1956 Cerveno Zname Sofia - 1957 Cerveno Zname Sofia - 1958 Not Played - 1959 Cerveno Zname Sofia - 1960 Cerveno Zname Sofia - 1961 Cerveno Zname Sofia - 1962 Cerveno Zname Sofia - 1963 Cerveno Zname Sofia - 1964 CDNA Sofia - 1965 HK CSKA Sofia - 1966 HK CSKA Sofia - 1967 HK CSKA Sofia - 1968 Metallurg Pernik - 1969 HK CSKA Sofia - 1970 HK Krakra Pernik - 1971 HK CSKA Sofia - 1972 HK CSKA Sofia - 1973 HK CSKA Sofia - 1974 HK CSKA Sofia - 1975 HK CSKA Sofia - 1976 Levski-Spartak Sofia - 1977 Levski-Spartak Sofia - 1978 Levski-Spartak Sofia - 1979 Levski-Spartak Sofia - 1980 Levski-Spartak Sofia |  | - 1981 Levski-Spartak Sofia - 1982 Levski-Spartak Sofia - 1983 HK CSKA Sofia - 1984 HK CSKA Sofia - 1985 HK Slavia Sofia - 1986 HK CSKA Sofia - 1987 HK Slavia Sofia - 1988 HK Slavia Sofia - 1989 Levski-Spartak Sofia - 1990 Levski-Spartak Sofia - 1991 HK Slavia Sofia - 1992 Levski-Spartak Sofia - 1993 HK Slavia Sofia - 1994 HK Slavia Sofia - 1995 HK Levski Sofia - 1996 HK Slavia Sofia - 1997 HK Slavia Sofia - 1998 HK Slavia Sofia - 1999 HK Levski Sofia - 2000 HK Slavia Sofia - 2001 HK Slavia Sofia - 2002 HK Slavia Sofia - 2003 HK Levski Sofia - 2004 HK Slavia Sofia - 2005 HK Slavia Sofia - 2006 Akademika Sofia - 2007 Akademika Sofia - 2008 HK Slavia Sofia - 2009 HK Slavia Sofia - 2010 HK Slavia Sofia - 2011 HK Slavia Sofia - 2012 HK Slavia Sofia - 2013 HK CSKA Sofia |

### Títulos por club
| Títulos | Equipo                                           | Año |
| ------- | ------------------------------------------------ | --- |
| 22      | HK CSKA Sofia CDNA Sofia Cherveno zname Sofia    | 1952, 1956, 1957, 1959, 1960, 1961, 1962, 1963, 1964, 1965, 1966, 1967, 1969, 1971, 1972, 1973, 1974, 1975, 1983, 1984, 1986, 2013 |
| 21      | Slavia Sofia HK Udarnik Sofia (1951-1957)        | 1953, 1954, 1985, 1987, 1988, 1991, 1993, 1994, 1996, 1997, 1998, 2000, 2001, 2002, 2004, 2005, 2008, 2009, 2010, 2011, 2012       |
| 13      | HC Levski Sofia Levski-Spartak Sofia (1969-1990) | 1976, 1977, 1978, 1979, 1980, 1981, 1982, 1989, 1990, 1992, 1995, 1999, 2003                                                       |
| 2       | Akademika Sofia                                  | 2006, 2007 |
| 1       | HK Krakra Pernik                                 | 1970 |
| 1       | Metallurg Pernik                                 | 1968 |
| 1       | Torpedo Sofia                                    | 1955 |